# 杜氏海牛屬
杜氏海牛屬為已滅絕的大海牛近親，棲息於新近紀時期的北太平洋，化石發現於現今的美國加州以及日本。

## 古生物學
杜氏海牛為海牛目中間斷平衡演化的例子之一，牠們演化自生存於紅樹林的祖先，在很短的時間內適應了北太平洋較寒冷的氣候，並以沿岸的海藻為食。更靈活的頸椎關節讓牠們能得以於有浪潮的海水中仍然能取食生長於海床上的海藻，較大的體型也能讓牠們得以適應較為低溫的海水。

## 種
目前已知杜氏海牛屬包含有4個種：
- Dusisiren jordani Kellogg, 1925（模式種）[4]
- Dusisiren reinharti Domning, 1978[2]
- Dusisiren dewana Takahashi, Domning, and Saito, 1986[5]
- Dusisiren takasatensis Kobayashi, Horikawa, & Miyazaki, 1995[6]